# 2. florbalová liga mužů 2002/2003
2. florbalová liga mužů 2002/2003 byla druhou nejvyšší mužskou florbalovou soutěží v Česku v sezóně 2002/2003.
Soutěž hrálo 12 týmů. Byla to poslední sezóna, která se hrála jen systémem dvakrát každý s každým. První dva týmy postoupily do 1. ligy. Poslední tři týmy sestoupily do 3. ligy.
Na prvních dvou postupových místech skončily týmy FbŠ Exel Praha a FBC Liberec. Tým FbŠ Praha postoupil do 1. ligy poprvé, poté co i do 2. ligy postoupil teprve v minulé sezóně. Liberec se vrátil po jedné sezóně v 2. lize. Týmy v 1. lize nahradily sestupující týmy SK JME Jihlava a USK Slávie Ústí nad Labem.

## Konečná tabulka soutěže
| Poř. | Tým                   | Záp. | Výh. | Rem. | Pro. | Branky    | Body |
| ---- | --------------------- | ---- | ---- | ---- | ---- | --------- | ---- |
| 1.   | FbŠ Exel Praha        | 22   | 19   | 1    | 2    | 117 : 510 | 58   |
| 2.   | FBC Liberec           | 22   | 16   | 1    | 5    | 106 : 520 | 50   |
| 3.   | FBC Pepino Ostrava B  | 22   | 14   | 2    | 6    | 73 : 600  | 46   |
| 4.   | FBC Čeladná Rams      | 22   | 12   | 1    | 9    | 105 : 970 | 37   |
| 5.   | Orka Stará Boleslav   | 22   | 11   | 2    | 9    | 79 : 670  | 35   |
| 6.   | Litolica IBK Lysá n/L | 22   | 11   | 2    | 9    | 83 : 910  | 35   |
| 7.   | FbK Mladá Boleslav    | 22   | 10   | 2    | 10   | 115 : 110 | 33   |
| 8.   | TJ JM Chodov B        | 22   | 9    | 3    | 10   | 98 : 900  | 30   |
| 9.   | MDDM Ostrov           | 22   | 8    | 2    | 12   | 120 : 140 | 26   |
| 10.  | SKP Nymburk           | 22   | 5    | 4    | 13   | 68 : 900  | 21   |
| 11.  | AGC Malá Strana       | 22   | 4    | 4    | 14   | 89 : 116  | 18   |
| 12.  | FBC DDM 95 Kadaň      | 22   | 0    | 2    | 20   | 42 : 130  | 2    |

O pořadí na 5. a 6. místě rozhodla vzájemná utkání týmů Orka Stará Boleslav a Litolica IBK Lysá n/L.